# 플래시댄스
《플래시댄스》(영어: Flashdance)는 에이드리언 라인 감독의 1983년 미국의 로맨틱 무용 드라마 영화이다. 제니퍼 빌스, 마이클 누리 등이 출연하였다. 돈 심프슨과 제리 브룩하이머가 처음으로 함께 제작자로 참여한 작품이다.

## 줄거리
낮에는 제철소 용접공으로 일하고 밤에는 바에서 춤을 추는 18살 아마추어 무용수가 전문 발레 무용수가 되기 위해 피츠버그 발레 학교 입학을 꿈꾼다.

## 출연
- 제니퍼 빌스 - 알렉산드라 "앨릭스" 오언스 역
- 마이클 누리 - 닉 헐리 역
- 릴리아 스칼라 - 해나 롱 역
- 서니 존슨
- 카일 T. 헤프너
- 리 빙
- 론 캐러배초스
- 벌린다 바워
- 맬컴 데이나
- 돈 브로킷
- 더가 맥브룸
- 필 브런스
- 미콜 머큐리오
- 루시 리 플리핀
- 리즈 서갈

## 기타 제작진
- 미술: 찰스 로즌
- 안무: 제프리 호너데이
- 지휘: 실베스터 러베이
- 음악 감독: 필 러몬

## 우리말 녹음
| MBC 첫 더빙 성우진 (1990년 1월 3일) - 송도영 - 앨릭스(제니퍼 빌스) - 박기량 - 닉(마이클 누리) - 박영희 - 케이티(벌린다 바워) - 유명옥 - 해나(릴리아 스칼라) - 탁재인 - 양윤선 - 이인성 - 박인숙 - 권혁수 - 기경옥 - 최성우 - 이윤연 - 이우신 - 박영화 | MBC 재더빙 성우진 (1999년 12월 2일) - 최덕희 - 앨릭스(제니퍼 빌즈) - 최원형 - 닉(마이클 누리) - 최병학 - 정희선 - 이종오 - 김수희 - 이윤연 - 안종덕 - 김영선 - 윤성혜 - 엄현정 - 정남 - 김용준 - 이상범 - 박선영 - 김아영 |  |